# 马来西亚局内人
马来西亚局内人（也称为TMI，The Insider或Malay Ins Ins）是馬來西亞的一個双语网络新聞媒體，内容涵盖当今时代，政治和娱乐等问题，于2008年2月25日创刊。在鼎盛时期，除了在新加坡拥有强大的追随者之外，它还名列马来西亚100个最受欢迎网站的前三名。 2009年6月，Alexa评为马来西亚第57大最受欢迎的网站。2014年6月，该网站被英文财经报《The Edge》媒体集团公司收购。
2016年2月25日，在持续发布诽谤性内容后，《马来西亚局内人》被以国家安全为由被大马互联网监管机构马来西亚通讯及多媒体部（MCMC）封锁。反对派团体普遍认为此举是国阵政府阻碍媒体言论自由的举措。在被封锁之后，该网站的拥有者The Edge媒体集团基于商业理由，宣布2016年3月15日午夜关闭该网站。

## 历史记录
《马来西亚局内人》于2008年2月25日创刊，由商人谢志光（译音/Vincent Cheah）和生意伙伴赦阿克玛共同创立。该网站的出现始于2008年国阵巫统的逼宫与分裂，在马来西亚首相阿都拉·巴达威遭到马哈迪·莫哈末的支持者逼退时，由支持他的商人资助成立，并由巫统资助，以对抗当时对国阵并不友好的《当今大马》等网络媒体，以及保护阿都拉的政权。
当国阵在2008年大选遭到重挫， 以及阿都拉·巴达威在2009年辞职后，《马来西亚局内人》与新任首相领导的国阵政府关系开始恶化，国阵也停止了对该新闻网站的融资。经过数次联系后，《马来西亚局内人》的最高管理层在一名槟城商人的帮助下重新获得了资金。之后该网站的报导作风以行文尖锐和具话题性的时事评论，以及揭露犹如铁幕的巫统政治消息著称，它对国阵的内幕消息甚至比《当今大马》更具爆炸性。
2014年6月9日，《马来西亚局内人》被英文财经报《The Edge》媒体集团公司以400万令吉收购。在重组业务失败后，《The Edge》媒体集团于2016年3月15日宣布关闭《马来西亚局内人》新闻网站，理由是该集团自2014年6月收购《大马局内人》以来，在20个月内已蒙受高达1000万令吉财务损失。其它因素包括：在报道一个马来西亚发展有限公司丑闻（1MDB）后，于2016年2月25日遭到马来西亚通信与多媒体委员会宣布封锁，原因是涉嫌“未经证实的报道”。
直到2016年3月15日关闭为止，《马来西亚局内人》共有59位工作人员，首席执行官兼编辑由Jahabar Sadiq领导，他自1988年以来一直在该新闻网站担任记者。
在《马来西亚局内人》停止运作后，该网站的前职员于2017年3月31日创立了另一家网媒《透视大马》（Malaysian Insight）。
2019年6月14日，《The Edge》媒体集团旗下的英语财经周刊引述新加坡调查当局的消息，指马来西亚富豪刘特佐在2010年向《马来西亚局内人》注资900万美元（约3752万令吉），企图通过注资方式，改变该网媒的编采方针。《马来西亚局内人》当时的创始人之一谢志光也将其中的300万美元放入自己的口袋，其余资金悉数注入该新闻网站。不过《The Edge》也在该报道中声明，该集团在2014年以400万令吉从《马来西亚局内人》的两名股东手上收购该网媒时，只知道其中一名股东的身份，强调并不知道刘特佐曾经从2010年开始资助《马来西亚局内人》。

## 报导风格

### 社论
《马来西亚局内人》的目的是报道在马来西亚发生的事件和性情未变的情况。社论总体上对国阵和民联都持批评态度，尽管后来它与反对党更多地站在同一阵线。 在2009年霹雳州宪法危机期间，国阵设法推翻了民联政府，该组织发表了几篇强硬的社论，呼吁解散州议会。

### 新闻编辑
虽然《马来西亚局内人》的内容涵盖了从商业到娱乐的多个部分，但政治新闻和评论占据了新闻报道的主导地位。该新闻网站设有自己的专属记者，他们制作了大部分国内领先的新闻内容。 为了补充新闻内容，该网站还复制了其他的主流新闻机构的内容（如马来西亚国家新闻社、路透社和美联社）。

### 专栏作家和撰稿人
《马来西亚局内人》的网站来自众多不同背景的专栏作家。 但是，大多数专栏作家与国阵的政治立场不同。 几位著名的专栏作家是雪兰莪州议员和雪兰莪州民盟议员聂纳兹米、民主行动党国会议员刘镇东、国家诚信党议员卡立阿都沙末、巫统议员诺嘉兹兰和第五任首相阿都拉·巴达威、Ziad Razak。除了定期的专栏作家，该新闻网站还发布了读者的来信以及博客文章

## 出版物
2009年，《马来西亚局内人》网站出版了两本书，两者都汇编了专栏作家的精选著作。但在遭到马来西亚通信与多媒体委员会关闭该新闻网站后，2份刊物同样遭到政府冻结出版。

## 争议

### 诽谤内容和法律诉讼
2011年5月31日，《马来西亚局内人》网站发表了一篇标题为《马来西亚反贪污委员为总检察长洗脱收贿嫌疑》（MACC clear A-G of graft allegations）的文章，映射前馬來西亞國際航空主席丹斯里达祖丁南利（Tajudin Ramli）与总检察长被调查的事件有关。达祖丁南利于8月18日在吉隆坡民事法院入稟诉讼，索取2億令吉声誉赔偿金。一个月后，《馬來西亞局內人》向達祖丁作出正式道歉，该诉讼庭外和解。
2014年1月14日，马来西亚人权律师云大舜在《馬來西亞局內人》马来文版本撰写「 穆斯林无须遵循国家元首谕命及国家宗教裁决理事会的裁决」，被警方援引煽动法令调查。
2015年，《馬來西亞局內人》於7月24日刊登的兩篇文章，影射雪蘭莪州務大臣卡立依布拉欣通過犯法、不道德及貪污的手法庭外解決他拖欠伊斯蘭銀行6667萬令吉債務的訴訟，並通過一名“律師仲介”進行這項違法活動。丹斯里卡立在8月24日向《馬來西亞局內人》及《The Edge》媒体公司提出誹謗索償訴訟。2016年6月20日，该诉讼达成庭处和解。

### 发布虚假新闻的指控
巫统指责《马来西亚局内人》报导存有偏见，认为该新闻网站是受到民主行动党的控制来攻击国阵巫统。该党禁止《马来西亚局内人》以及一些新闻媒体网站报道2009年在吉隆坡举行的巫统大会。
2013年10月19日，巫统副主席候选人慕克里·马哈迪限《马来西亚局内人》在当日早上十点前，收回指他涉及金钱政治的文章并道歉，该文章涉及他在2013年巫统党选期间的资金使用情况。